# The Ed Sullivan Show
The Ed Sullivan Show è stato un programma televisivo statunitense in onda dal 1948 al 1971, uno dei più importanti e seguiti spettacoli trasmessi dall'emittente televisiva CBS.
In origine era intitolato Toast of the Town, ma assunse il nome che lo fece conoscere in tutto il paese a partire dal 25 settembre 1955. Ideato e condotto da Ed Sullivan andò in onda per la prima volta il 20 giugno 1948 alle ore 20 (la sua durata era di circa un'ora) e in 1.054 puntate la trasmissione - in onda ininterrottamente per oltre venti anni tutte le domeniche, fino al 6 giugno 1971 - rappresentò un punto di riferimento fisso ed un appuntamento immancabile per i telespettatori. Fu premiato come miglior trasmissione televisiva ai Golden Globe 1959.
Praticamente, qualunque tipo di genere di intrattenimento apparve nella trasmissione: dall'opera al rock, dalla recita teatrale al balletto. Il formato fu essenzialmente lo stesso del vaudeville.

## Storia
Regista principale della trasmissione è stato Kenneth Whelan mentre autori dei testi sono stati in prevalenza Jerry Bresler e Lyn Duddy anche se nel corso delle diverse serie si sono alternati altri sceneggiatori. Fra gli autori delle musiche vi erano Ray Bloch (specialmente fra il 1949 e il 1965) e Buddy Arnold.
Le puntate - irradiate la domenica sera alle 20 - duravano un'ora circa e venivano trasmesse in bianco e nero fra il 1948 e il 1965 e a colori dal 1965 al 1971 quando ormai lo spettacolo televisivo aveva assunto il nome di Ed Sullivan Show.
Quando la popolarità del programma fu all'apice, il cast si trasferì all'estero, in Gran Bretagna, in Australia, in Giappone per trasmettere alcune puntate in diretta.
Solamente verso la fine degli anni sessanta l'Ed Sullivan Show incominciò la sua parabola discendente e quando uscì dalla Top20 televisiva la CBS decise di interrompere la trasmissione all'improvviso, suscitando una profonda amarezza e delusione nell'animo del conduttore.
Al suo debutto, la trasmissione ospitò Dean Martin e Jerry Lewis.
Il conduttore mostrò, sin dalle prime puntate, grandi capacità comunicative ed ottime doti recitative, riuscendo, come si suol dire, a bucare lo schermo.
All'inizio del ciclo, nel 1948 Ed Sullivan subì alcune pressioni da parte di sponsor provenienti dal sud degli Stati Uniti, i quali chiedevano la censura nei confronti di artisti di colore; Ed Sullivan, non solo rifiutò queste proposte discriminanti ma, addirittura invitò innumerevoli esponenti neri nella sua trasmissione come ad esempio: Fats Domino, Dionne Warwick, Sammy Davis Jr., Nat King Cole, Bo Diddley, The Fifth Dimension, James Brown, Aretha Franklin, Mahalia Jackson, The Supremes, The Jackson 5, Nina Simone, The Temptations and Rosa Morena.
Inoltre fu invitato il basso-baritono nero Andrew Frierson per interpretare Old Man River dal musical di Jerome Kern, e Show Boat di Oscar Hammerstein, una canzone che, fino ad allora, era stata cantata solo da artisti bianchi, nonostante fosse stata espressamente scritta per artisti di colore.
Nel 1953 si collega con il Metropolitan Opera House per Toast to the Met con Risë Stevens, Richard Tucker, Cesare Siepi, Roberta Peters e Robert Merrill, nel 1956 per una scena del IIº atto della Tosca con Maria Callas e George London diretti da Dimitri Mitropoulos e nel 1957 in gennaio una scena del Iº atto di Madama Butterfly con Dorothy Kirsten e Mario Del Monaco diretti da Max Rudolf, in febbraio una scena dal Iº atto di Rigoletto con Hilde Güden e Jussi Björling diretti da Fausto Cleva e l'aria La donna è mobile ed in marzo il duetto finale dell'Andrea Chénier con Renata Tebaldi e Tucker. 
Nel 1958 Ed Sullivan ha esposto le esibizioni delle principali compagnie internazionali di balletto, tra cui: Ruth Page's Chicago Opera Ballet, the English National Ballet, Roland Petit's Ballet de Paris e il Balletto Igor' Aleksandrovič Moiseev dalla Russia.
Per tutto il decennio degli anni 1950 il fisarmonista John Serry Sr. collaborato come membro della CBS Orchestra sulle prestazioni presenti nello show.
I luoghi di ripresa della trasmissione sono stati molteplici: essenzialmente gli studi della CBS Television, al 7800 di Beverly Blvd., Fairfax, Los Angeles, California; poi l'Ed Sullivan Theatre, al 1697 di Broadway, Flushing Meadows Park nel Queens, la Krone Circus Arena di Monaco di Baviera, il Miami Beach Convention Center di Miami Beach, il Moulin Rouge di Parigi, lo Shea Stadium, Vienna e il Walter Reed Army Medical Center di Georgia Avenue NW, Washington.

## Ospiti

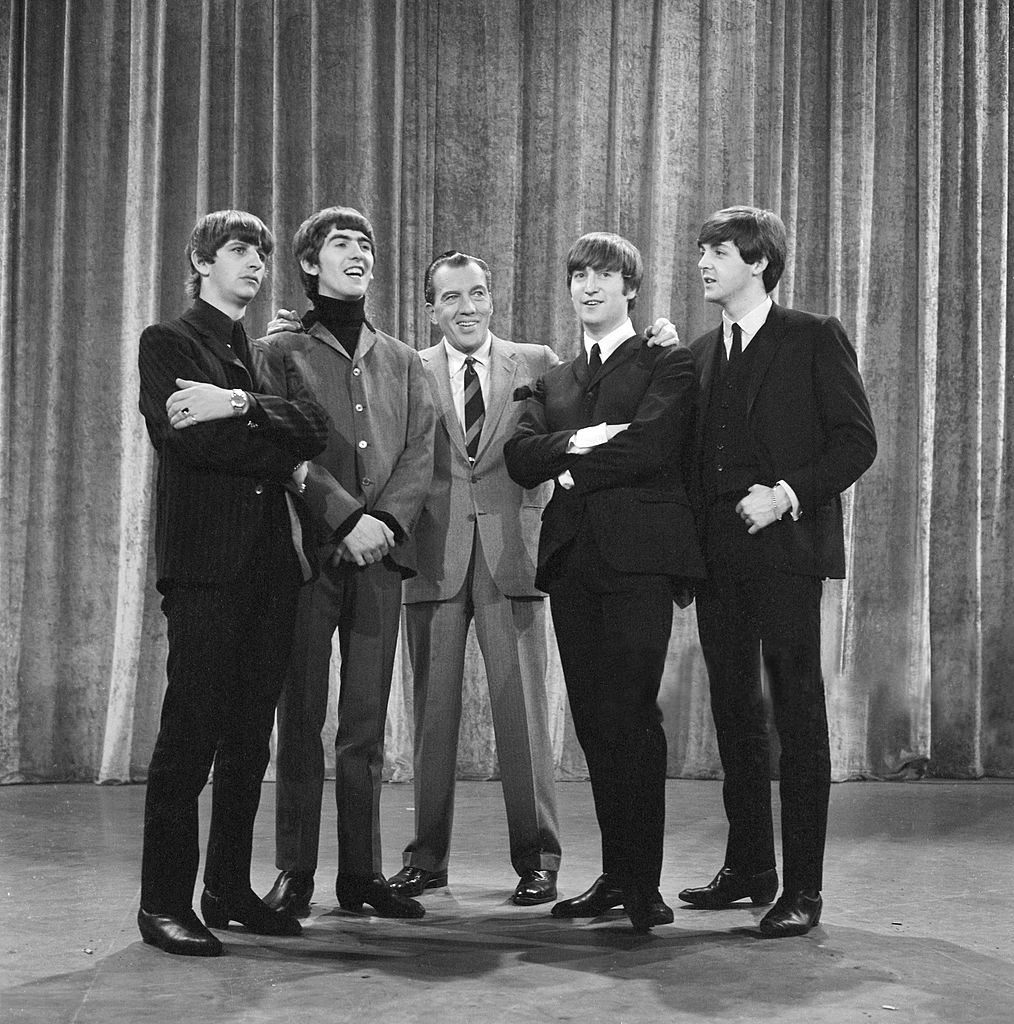
Ed Sullivan insieme ai Beatles nel 1964

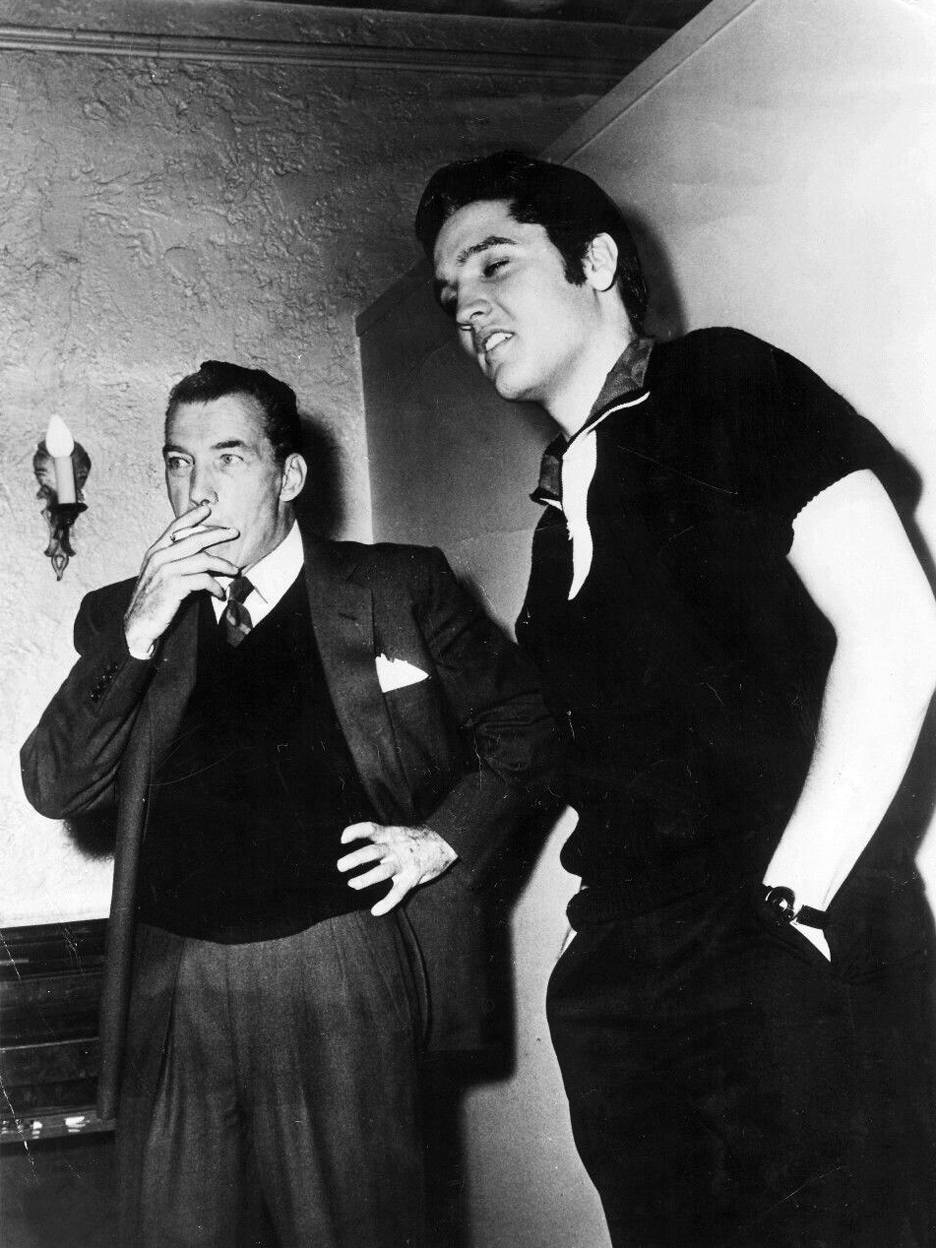
Ed Sullivan con Elvis, ottobre 1956.

La trasmissione ha avuto ospiti d'onore di rilievo (fra gli altri, gli italiani Johnny Dorelli, Rita Pavone, Ettore Bruno e Gianni Zullo e Brutos) e nel 1961 ha ospitato in una puntata il corpo di ballo delle Bluebell Girls. Cambiò ufficialmente nome in The Ed Sullivan Show a partire dal 25 settembre 1955.
Tra i suoi ospiti, una particolare menzione spetta a Topo Gigio, il simpatico pupazzo italiano ideato da Maria Perego, diventerà, fra il 1962 e il 1969, uno degli ospiti più assidui e più amati, partecipando ad un totale di 50 puntate.
Ma furono le esibizioni di Elvis Presley e dei The Beatles ad alzare l'indice di ascolto della trasmissione a livelli straordinari, fino ad un massimo, rispettivamente, di 60 milioni e 73 milioni di telespettatori.
All'Ed Sullivan Show, oltre ai già citati The Beatles, parteciparono anche: The Rolling Stones, The Doors, The Beach Boys, Creedence Clearwater Revival, Elvis Presley, Ike e Tina Turner, James Brown, Janis Joplin, The Supremes, The Jackson 5, The Temptations, Jefferson Airplane, Mamas & the Papas, Stevie Wonder, Dionne Warwick, Simon & Garfunkel, Ray Charles, Marvin Gaye, Domenico Modugno (nel 1958, con Volare) Rita Pavone e altri artisti di fama internazionale.
I due scoop seguirono due percorsi diversi: Elvis Presley fu inizialmente bocciato da Ed Sullivan che, secondo le note biografiche di Michael David Harris, affermò di voler preservare un'audience familiare, consentendo così al The Tonight Show condotto dal suo rivale storico Steve Allen di lanciare Elvis con un anticipo di due settimane. Elvis fu successivamente ospite di Ed Sullivan tre volte, al termine di una delle quali lo stesso Sullivan fece i complimenti ad un giovane Elvis in diretta nazionale.
Memore dello smacco subito, Ed Sullivan si rifece, con gli interessi, contattando i Beatles quando ancora non erano famosi negli Stati Uniti, e anzi fu proprio il suo interessamento, oltre a quello di Brian Epstein, a convincere la casa discografica Capitol di migliorare la promozione dei loro dischi; e il successo fu immediato.

## Controversie
Alcune furono memorabili, come quella con Bob Dylan nel 1963, il quale non accettò la censura dei dirigenti della CBS sul brano Talkin' John Birch Paranoid Blues e preferì andarsene dagli studi sbattendo la porta, invece di cantare un brano differente.
Il controllo della produzione era meticoloso e scandagliava parola per parola i testi delle canzoni e pretendeva che gli artisti sostituissero quelle ritenute non gradite.
Due casi emblematici si ebbero con i Doors, che per il brano Light My Fire non accettarono nessuna imposizione quando gli venne chiesto di cambiare le parole del verso «Girl, we couldn't get much higher», in quanto possibile riferimento alla droga, ma Jim Morrison interpretò il brano proprio come era stato scritto, suscitando la rabbia di Ed Sullivan che comunque fu presa con noncuranza dalla band; mentre i Rolling Stones si dimostrarono più docili e tramutarono il verso Let's Spend the Night Together in un più rassicurante Let's Spend Some Time together.

## Parodie
Molti musicisti hanno realizzato una parodia dell'Ed Sullivan Show nei loro video musicali. Tra essi figurano:
- L.A. Guns: Never Enough
- Billy Joel: Tell Her About It
- OutKast: Hey Ya!
- Red Hot Chili Peppers: Dani California
- Nirvana: In Bloom
- The Rutles (1978, film)